# Långsvansad vessla
Långsvansad vessla (Mustela frenata) är en art i släktet Mustela som tillhör familjen mårddjur. Den är nära släkt med hermelinen.

## Utseende
Denna art har en långsträckt kropp och jämförelsevis korta extremiteter. Den liknar i storlek och pälsfärg hermelinen men har längre svans och är allmänt lite större. I vesslans norra utbredningsområde byter den päls före vintern. På sommaren är pälsen ovanpå ljusbrun till mörkbrun och på undersidan vit eller gulaktig. Svansens spets är svart. Vinterpälsen är, med undantag för den svarta svansspetsen, vit. Vuxna individer väger 90 till 360 g och är 20 till 30 cm långa. Sedan tillkommer en 8 till 20 cm lång svans.

## Utbredning och habitat
Artens utbredningsområde sträcker sig från södra Kanada över USA och Centralamerika till Venezuela och Bolivia. I Kanada och norra USA lever vesslan bredvid hermelinen. Djuret förekommer i olika habitat men föredrar öppna gräsmarker med buskar, oftast i närheten av vattendrag. Arten lever även vid skogens kant och på jordbruksmark men undviker täta skogar och torra områden som öknar.

## Levnadssätt
Djuret är huvudsakligen aktivt på natten men jagar ibland på dagen. Som viloplats tjänar håligheter i träd, mindre grottor eller gryt av andra djur. En individ har vanligen flera bon samtidig. Långsvansade vesslor lever ensamma och har egna territorier. Dessa territorier övertäcker ibland varandra, särskild mellan hanar och honor, men utanför parningstiden har tillhörande individer oftast ingen kontakt med varandra. Revirets storlek är 4 till 120 hektar.

## Föda
Denna vessla är en snabb och smart jägare. Med sin smala kropp kommer den även in i bon av mindre bytesdjur. Djuret jagar huvudsaklig på marken och har bara en mindre utvecklad förmåga att klättra. För att hitta bytet, använder vesslan sin särskilt utvecklade hörsel och luktsinne.
Bytesdjuren utgörs huvudsakligen av möss och andra gnagare eller andra mindre däggdjur. Vesslan jagar även bomullssvanskaniner, fåglar, kräldjur och insekter. I sällsynta fall dödar arten en nyfödd gris.

## Fortplantning
Parningen sker mellan juni och augusti. Sedan vilar de befruktade äggen fram till nästa mars. Efter dräktigheten, som varar i ungefär 27 dagar, föder honan i april eller maj tre till nio (i genomsnitt sex) ungar.  Ungarna är vid födseln blinda och hjälplösa, men utvecklas snabbt. Honan slutar efter ca 36 dagar (fem veckor) att ge di. Unga honor blir efter tre till fyra månader könsmogna och kan redan para sig under sitt första levnadsår. Unga hanar blir könsmogna vid ett års ålder.

## Den långsvansade vesslan och människor
Människor är huvudsakligen positivt inställda till långsvansade vesslor, trots att dessa djur ibland dödar tamhöns, men de jagar i huvudsak smågnagare som betraktas som skadedjur. Pälsen, speciellt den vita vintervarianten, används för klädestillverkningen, men i mindre omfattning än till exempel hermelinens päls. Beståndet betraktas som stabilt och arten listas inte som livskraftig (LC).